# Iris oratoria
Iris oratoria — один з 14 видів богомолів палеарктичного роду Iris родини Tarachodidae, поширений у Середземномор'ї: на півдні Європи, на Близькому Сході, в Північній Африці, а також завезений у південно-західні штати США.

## Опис
Середнього розміру комаха, 45-55 мм у довжину. Крила й надкрила самиці вкорочені до середини черевця. Зазвичай зеленого кольору з брунатними відмітинами, іноді сірий, жовтуватий чи бурий. Задні крила червонуваті, з концентричними чорно-фіолетовими плямами.
Від близького виду Iris polystictica, ареал якого знаходиться східніше, відрізняється наявністю повністю прозорих плям у комірках передньої лопаті (костальної) заднього крила.

## Спосіб життя

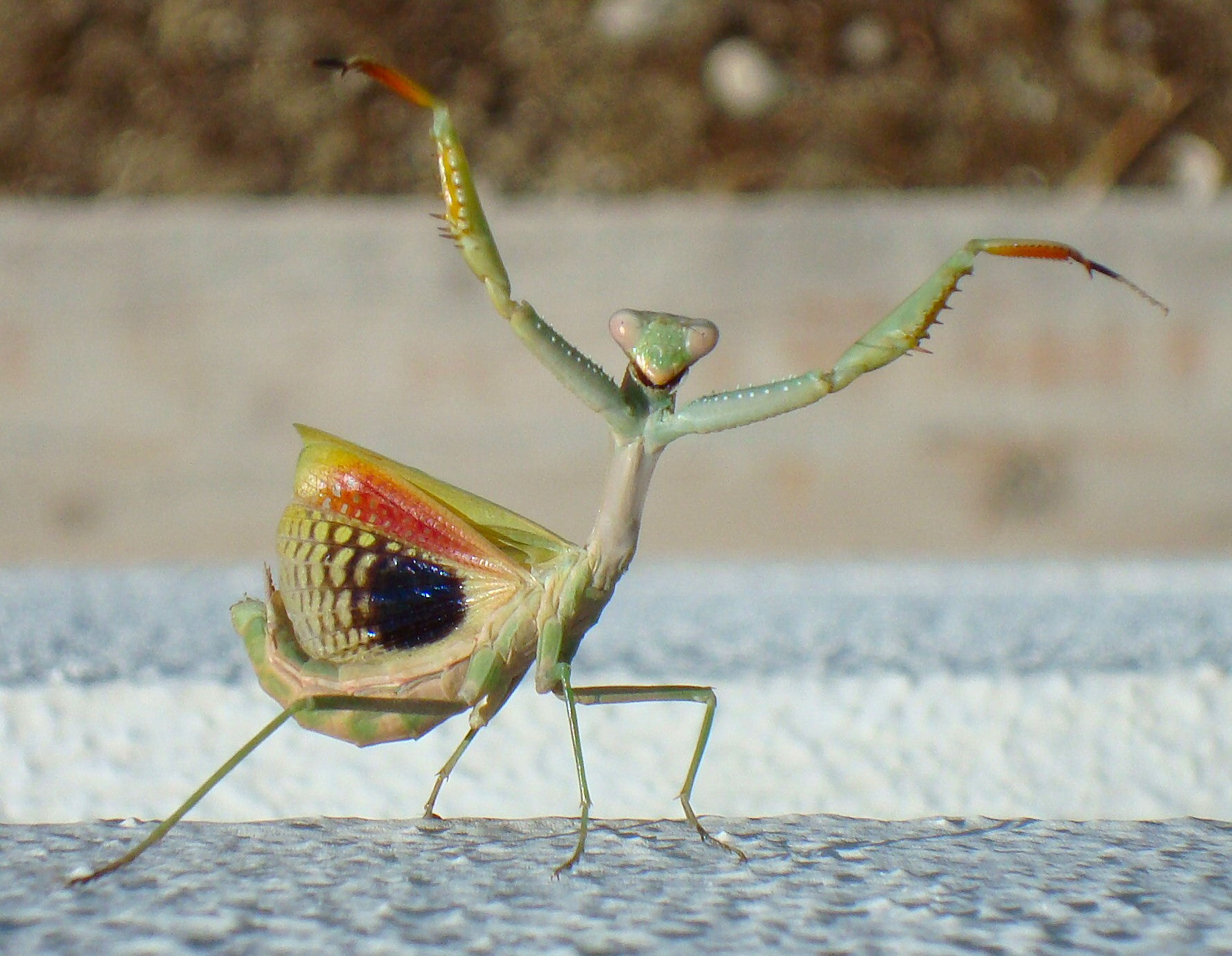
Самиця Iris oratoria погрожує

Якщо богомола потривожити, він піднімає передні ноги вбік від тіла, вигинає черевце догори, піднімає крила з темними концентричними плямами та повертає тіло так, щоб нападник бачив їх.
Самиці іноді поїдають самців під час парування.
Самці часто летять на світло ввечері.

## Поширення
В Європі відомий з Франції, Іспанії, Італії, Хорватії, Македонії, Албанії, Греції, Болгарії, Кіпру. На Близькому Сході зустрічається в Туреччині та Лівані. В Африці відомий з Алжиру.
У 1930-х роках завезений у південну Каліфорнію, звідки поширився по штату, а також і в сусідню Аризону, ймовірно за допомогою людини (оскільки дорослі самиці не літають), конкуруючи з місцевим видом Stagmomantis limbata.

## Значення для людини
Зображений на марці Північного Кіпру 2013 року.